# Homa Darabi
Homa Darabi (* Januar 1940; † 21. Februar 1994 in Teheran) war eine iranische Frauenrechtlerin, Kinderärztin und Psychiaterin.

## Leben
1959 begann sie ihr Medizinstudium an der Universität Teheran, 1968 eine weitere Ausbildung in den USA zur Kinderärztin, Psychiaterin und Kinderpsychiaterin. 1976 kehrte sie in den Iran zurück, um – als eine der ersten Frauen überhaupt – eine Professur an der Universität Teheran anzunehmen. 1990 wurde sie aufgrund ihrer Zuwiderhandlung gegen islamische Vorschriften entlassen, führte danach eine eigene Praxis, wie schon in den Jahren 1966–1968. 
Als Gegnerin von Schah Mohammad Reza Pahlavi bereits 1960 kurzzeitig inhaftiert, war sie für die Iranische Revolution, deren radikale Auswirkungen so nicht abzusehen waren. Der Fall eines 16-jährigen Mädchens, das für das Tragen von Lippenstift erschossen wurde, brachte Homa Darabi letztlich zu dem Entschluss, ein Fanal gegen die Unterdrückung zu setzen. Am 21. Februar 1994 hat sich Dr. Homa Darabi aus Protest gegen die Unterdrückung öffentlich in Teheran selbst verbrannt. Nach Angaben von Amnesty International suchte sie bewusst eine stark frequentierte Einkaufsstraße in Teheran aus, riss ihren Tschador vom Leib und übergoss sich mit Benzin. 
Ihre letzten Worte lauteten angeblich: Tod der Tyrannei, lang lebe die Freiheit, lang lebe der Iran.
Ihre Schwester, Parvin Darabi, gründete die sich für Menschenrechte einsetzende „Dr. Homa Darabi Foundation“ in Kalifornien.